# Hela Sveriges fredag!
Hela Sveriges fredag! var ett svenskt tävlings- och underhållningsprogram som sändes i Sveriges Television våren 2013. Programledare var Malin Olsson och tävlingsledare var Per Andersson och Annika Andersson.
Programmet var gjort på ett holländskt inköpt format med titeln "I Love My Country" skapat av John de Mol. Formatet har sedan 2008 gjorts i många länder världen över, till exempel Storbritannien, Danmark, Kina, Italien, Tyskland och Frankrike.
Programmet gick ut på att två lag tävlade mot varandra i kunskap om sitt land, i det här fallet Sverigekunskap.